# Grand Prix Francie
Grand Prix Francie automobilů je nejstarším závodem Grand Prix. Automobilové závody a tedy i Grand Prix vznikly ve Francii, kde se nejprve konaly jako Grand Prix francouzského automobilového klubu a jednalo se o závody mezi městy. Později byly organizovány jako Tour de France, tedy jako závod okolo Francie. Od ročníku 1906 se závody formulových vozů přesunuly na uzavřené ovály a také Velká cena Francie se střídavě pořádala na různých okruzích až roku 1991, kdy se pevně usídlila na okruhu Magny-Cours u Nevers.
V roce 2004 se Grand Prix Francie málem nekonala pro technické a materiální problémy, ale vše se včas vyřešilo a proto mohla být zařazena do kalendáře. Přesto provázely francouzské pořadatele problémy a po Grand Prix Francie 2008 Formule 1 opustila okruh Magny-Cours. Do kalendáře se Grand Prix Francie vrátila ještě na roky 2017–2019 a 2021 na rekonstruovaném okruhu Paul Ricard, ale od té doby již v kalendáři nefiguruje.

## Vítězové Grand Prix Francie
| Legenda k tabulce | Legenda k tabulce                                                 |
| Barva             | Význam                                                            |
| ----------------- | ----------------------------------------------------------------- |
| Růžová            | Závody, které nebyly součástí šampionátů Formule 1.               |
| Žlutá             | Závody, které byly vypsány jako Předválečné evropské mistrovství. |
| Zelená            | Závody, které byly součástí Mistrovství světa dodavatelů motorů.  |
| Označení          | Význam                                                            |
| Tučnost           | Účastníci aktuální sezóny šampionátu Formule 1.                   |

### Opakovaná vítězství (jezdci)
| Počet vítězství | Jezdec                   | Roky                                           |
| --------------- | ------------------------ | ---------------------------------------------- |
| 8               | Michael Schumacher       | 1994, 1995, 1997, 1998, 2001, 2002, 2004, 2006 |
| 6               | Alain Prost              | 1981, 1983, 1988, 1989, 1990, 1993             |
| 5               | Louis Chiron             | 1931, 1934, 1937, 1947, 1949                   |
| 4               | Juan Manuel Fangio       | 1950, 1951, 1954, 1957                         |
| 4               | Nigel Mansell            | 1986, 1987, 1991, 1992                         |
| 3               | Jack Brabham             | 1960, 1966, 1967                               |
| 3               | Jackie Stewart           | 1969, 1971, 1972                               |
| 2               | Christian Lautenschlager | 1908, 1914                                     |
| 2               | Felice Nazzaro           | 1907, 1922                                     |
| 2               | Georges Boillot          | 1912, 1913                                     |
| 2               | Giuseppe Campari         | 1924, 1933                                     |
| 2               | Robert Benoist           | 1925, 1927                                     |
| 2               | William Grover-Williams  | 1928, 1929                                     |
| 2               | Jean-Pierre Wimille      | 1936, 1948                                     |
| 2               | Mike Hawthorn            | 1953, 1958                                     |
| 2               | Dan Gurney               | 1962, 1964                                     |
| 2               | Jim Clark                | 1963, 1965                                     |
| 2               | Ronnie Peterson          | 1973, 1974                                     |
| 2               | Mario Andretti           | 1977, 1978                                     |
| 2               | Niki Lauda               | 1975, 1984                                     |
| 2               | Lewis Hamilton           | 2018, 2019                                     |

### Opakovaná vítězství (týmy)
| Počet vítězství | Konstruktér | Roky                                                                                                 |
| --------------- | ----------- | --- |
| 17              | Ferrari     | 1952, 1953, 1956, 1958, 1959, 1961, 1968, 1975, 1990, 1997, 1998, 2001, 2002, 2004, 2006, 2007, 2008 |
| 8               | Williams    | 1980, 1986, 1987, 1991, 1992, 1993, 1996, 2003                                                       |
| 7               | Lotus       | 1963, 1965, 1970, 1973, 1974, 1977, 1978                                                             |
| 7               | Mercedes    | 1908, 1914, 1935, 1938, 1954, 2018, 2019                                                             |
| 6               | Bugatti     | 1926, 1928, 1929, 1930, 1931, 1936                                                                   |
| 6               | Alfa Romeo  | 1924, 1932, 1934, 1948, 1950, 1951                                                                   |
| 6               | Renault     | 1906, 1979, 1981, 1982, 1983, 2005                                                                   |
| 5               | McLaren     | 1976, 1984, 1988, 1989, 2000                                                                         |
| 4               | Brabham     | 1964, 1966, 1967, 1985                                                                               |
| 2               | Peugeot     | 1912, 1913                                                                                           |
| 2               | Fiat        | 1907, 1922                                                                                           |
| 2               | Delage      | 1925, 1927                                                                                           |
| 2               | Talbot-Lago | 1947, 1949                                                                                           |
| 2               | Maserati    | 1933, 1957                                                                                           |
| 2               | Tyrrell     | 1971, 1972                                                                                           |
| 2               | Benetton    | 1994, 1995                                                                                           |

### Opakovaná vítězství (dodavatelé motorů)
| Počet vítězství | Dodavatel   | Roky                                                                                                 |
| --------------- | ----------- | --- |
| 17              | Ferrari     | 1952, 1953, 1956, 1958, 1959, 1961, 1968, 1975, 1990, 1997, 1998, 2001, 2002, 2004, 2006, 2007, 2008 |
| 11              | Ford*       | 1969, 1970, 1971, 1972, 1973, 1974, 1976, 1977, 1978, 1980, 1994                                     |
| 11              | Renault     | 1906, 1979, 1981, 1982, 1983, 1991, 1992, 1993, 1995, 1996, 2005                                     |
| 8               | Mercedes**  | 1908, 1914, 1935, 1938, 1954, 2000, 2018, 2019                                                       |
| 6               | Alfa Romeo  | 1924, 1932, 1934, 1948, 1950, 1951                                                                   |
| 6               | Bugatti     | 1926, 1928, 1929, 1930, 1931, 1936                                                                   |
| 5               | Honda       | 1986, 1987, 1988, 1989, 2021                                                                         |
| 4               | Climax      | 1960, 1963, 1964, 1965                                                                               |
| 2               | Repco       | 1966, 1967                                                                                           |
| 2               | Fiat        | 1907, 1922                                                                                           |
| 2               | Peugeot     | 1912, 1913                                                                                           |
| 2               | Delage      | 1925, 1927                                                                                           |
| 2               | Maserati    | 1933, 1957                                                                                           |
| 2               | Talbot-Lago | 1947, 1949                                                                                           |
| 2               | BMW         | 1985, 2003                                                                                           |

* V letech 1968-1993 působil jako Cosworth.

** V letech 1997-2003 působil jako Ilmor.

### Vítězové v jednotlivých letech
| Rok         | Jezdec                             | Konstruktér         | Trať              | Výsledky  |
| ----------- | ---------------------------------- | ------------------- | ----------------- | --------- |
| 2021        | Max Verstappen                     | Red Bull–Honda      | Paul Ricard       | Výsledky  |
| 2020        | Nejelo se                          | Nejelo se           | Nejelo se         | Nejelo se |
| 2019        | Lewis Hamilton                     | Mercedes            | Paul Ricard       | Výsledky  |
| 2018        | Lewis Hamilton                     | Mercedes            | Paul Ricard       | Výsledky  |
| 2017 - 2009 | Nejelo se                          | Nejelo se           | Nejelo se         | Nejelo se |
| 2008        | Felipe Massa                       | Ferrari             | Magny Cours       | Výsledky  |
| 2007        | Kimi Räikkönen                     | Ferrari             | Magny Cours       | Výsledky  |
| 2006        | Michael Schumacher                 | Ferrari             | Magny Cours       | Výsledky  |
| 2005        | Fernando Alonso                    | Renault             | Magny Cours       | Výsledky  |
| 2004        | Michael Schumacher                 | Ferrari             | Magny Cours       | Výsledky  |
| 2003        | Ralf Schumacher                    | Williams-BMW        | Magny Cours       | Výsledky  |
| 2002        | Michael Schumacher                 | Ferrari             | Magny Cours       | Výsledky  |
| 2001        | Michael Schumacher                 | Ferrari             | Magny Cours       | Výsledky  |
| 2000        | David Coulthard                    | McLaren-Mercedes    | Magny Cours       | Výsledky  |
| 1999        | Heinz-Harald Frentzen              | Jordan-Mugen-Honda  | Magny Cours       | Výsledky  |
| 1998        | Michael Schumacher                 | Ferrari             | Magny Cours       | Výsledky  |
| 1997        | Michael Schumacher                 | Ferrari             | Magny Cours       | Výsledky  |
| 1996        | Damon Hill                         | Williams-Renault    | Magny Cours       | Výsledky  |
| 1995        | Michael Schumacher                 | Benetton-Renault    | Magny Cours       | Výsledky  |
| 1994        | Michael Schumacher                 | Benetton-Ford       | Magny Cours       | Výsledky  |
| 1993        | Alain Prost                        | Williams-Renault    | Magny Cours       | Výsledky  |
| 1992        | Nigel Mansell                      | Williams-Renault    | Magny Cours       | Výsledky  |
| 1991        | Nigel Mansell                      | Williams-Renault    | Magny Cours       | Výsledky  |
| 1990        | Alain Prost                        | Ferrari             | Paul Ricard       | Výsledky  |
| 1989        | Alain Prost                        | McLaren-Honda       | Paul Ricard       | Výsledky  |
| 1988        | Alain Prost                        | McLaren-Honda       | Paul Ricard       | Výsledky  |
| 1987        | Nigel Mansell                      | Williams-Honda      | Paul Ricard       | Výsledky  |
| 1986        | Nigel Mansell                      | Williams-Honda      | Paul Ricard       | Výsledky  |
| 1985        | Nelson Piquet                      | Brabham-BMW         | Paul Ricard       | Výsledky  |
| 1984        | Niki Lauda                         | McLaren-TAG         | Dijon             | Výsledky  |
| 1983        | Alain Prost                        | Renault             | Dijon             | Výsledky  |
| 1982        | René Arnoux                        | Renault             | Paul Ricard       | Výsledky  |
| 1981        | Alain Prost                        | Renault             | Dijon             | Výsledky  |
| 1980        | Alan Jones                         | Williams-Ford       | Paul Ricard       | Výsledky  |
| 1979        | Jean-Pierre Jabouille              | Renault             | Dijon             | Výsledky  |
| 1978        | Mario Andretti                     | Lotus-Ford          | Paul Ricard       | Výsledky  |
| 1977        | Mario Andretti                     | Lotus-Ford          | Dijon             | Výsledky  |
| 1976        | James Hunt                         | McLaren-Ford        | Paul Ricard       | Výsledky  |
| 1975        | Niki Lauda                         | Ferrari             | Paul Ricard       | Výsledky  |
| 1974        | Ronnie Peterson                    | Lotus-Ford          | Dijon             | Výsledky  |
| 1973        | Ronnie Peterson                    | Lotus-Ford          | Paul Ricard       | Výsledky  |
| 1972        | Jackie Stewart                     | Tyrrell-Ford        | Charade           | Výsledky  |
| 1971        | Jackie Stewart                     | Tyrrell-Ford        | Paul Ricard       | Výsledky  |
| 1970        | Jochen Rindt                       | Lotus-Ford          | Charade           | Výsledky  |
| 1969        | Jackie Stewart                     | Matra-Ford          | Charade           | Výsledky  |
| 1968        | Jacky Ickx                         | Ferrari             | Rouen-Les-Essarts | Výsledky  |
| 1967        | Jack Brabham                       | Brabham-Repco       | Le Mans           | Výsledky  |
| 1966        | Jack Brabham                       | Brabham-Repco       | Reims             | Výsledky  |
| 1965        | Jim Clark                          | Lotus-Climax        | Charade           | Výsledky  |
| 1964        | Dan Gurney                         | Brabham-Climax      | Rouen-Les-Essarts | Výsledky  |
| 1963        | Jim Clark                          | Lotus-Climax        | Reims             | Výsledky  |
| 1962        | Dan Gurney                         | Porsche             | Rouen-Les-Essarts | Výsledky  |
| 1961        | Giancarlo Baghelti                 | Ferrari             | Reims             | Výsledky  |
| 1960        | Jack Brabham                       | Cooper-Climax       | Reims             | Výsledky  |
| 1959        | Tony Brooks                        | Ferrari             | Reims             | Výsledky  |
| 1958        | Mike Hawthorn                      | Ferrari             | Reims             | Výsledky  |
| 1957        | Juan Manuel Fangio                 | Maserati            | Rouen-Les-Essarts | Výsledky  |
| 1956        | Peter Collins                      | Ferrari             | Reims             | Výsledky  |
| 1955        | Nejelo se                          | Nejelo se           | Nejelo se         | Nejelo se |
| 1954        | Juan Manuel Fangio                 | Mercedes            | Reims             | Výsledky  |
| 1953        | Mike Hawthorn                      | Ferrari             | Reims             | Výsledky  |
| 1952        | Alberto Ascari                     | Ferrari             | Rouen-Les-Essarts | Výsledky  |
| 1951        | Juan Manuel Fangio                 | Alfa Romeo          | Reims-Gueux       | Výsledky  |
| 1950        | Juan Manuel Fangio                 | Alfa Romeo          | Reims-Gueux       | Výsledky  |
| 1949        | Louis Chiron                       | Talbot-Lago         | Reims-Gueux       | Výsledky  |
| 1948        | Jean-Pierre Wimille                | Alfa Romeo          | Reims-Gueux       | Výsledky  |
| 1947        | Louis Chiron                       | Talbot-Lago         | Lyon-Parilly      | Výsledky  |
| 1946 - 1940 | Nejelo se                          | Nejelo se           | Nejelo se         | Nejelo se |
| 1939        | Hermann Paul Müller                | Auto Union          | Reims-Gueux       | Výsledky  |
| 1938        | Manfred von Brauchitsch            | Mercedes-Benz W 154 | Reims-Gueux       | Výsledky  |
| 1937        | Louis Chiron                       | Talbot              | Montlhéry         | Výsledky  |
| 1936        | Jean-Pierre Wimille Raymond Sommer | Bugatti             | Montlhéry         | Výsledky  |
| 1935        | Rudolf Caracciola                  | Mercedes-Benz       | Montlhéry         | Výsledky  |
| 1934        | Louis Chiron                       | Alfa Romeo B/P3     | Montlhéry         | Výsledky  |
| 1933        | Giuseppe Campari                   | Maserati 26M        | Montlhéry         | Výsledky  |
| 1932        | Tazio Nuvolari                     | Alfa Romeo B/P3     | Reims-Gueux       | Výsledky  |
| 1931        | Louis Chiron Achille Varzi         | Bugatti Type 51     | Montlhéry         | Výsledky  |
| 1930        | Philippe Étancelin                 | Bugatti Type 35     | Pau               | Výsledky  |
| 1929        | William Williams                   | Bugatti Type 35     | Le Mans           | Výsledky  |
| 1928        | William Williams                   | Bugatti             | St. Gaudens       | Výsledky  |
| 1927        | Robert Benoist                     | Delage              | Montlhéry         | Výsledky  |
| 1926        | Jules Goux                         | Bugatti Type 39     | Miramas           | Výsledky  |
| 1925        | Robert Benoist Albert Divo         | Delage              | Montlhéry         | Výsledky  |
| 1924        | Giuseppe Campari                   | Alfa Romeo P2       | Lyon              | Výsledky  |
| 1923        | Henry Segrave                      | Sunbeam             | Tours             | Výsledky  |
| 1922        | Felice Nazzaro                     | Fiat 804            | Strasbourg        | Výsledky  |
| 1921        | Jimmy Murphy                       | Duesenberg          | Le Mans           | Výsledky  |
| 1920 - 1915 | Nejelo se                          | Nejelo se           | Nejelo se         | Nejelo se |
| 1914        | Christian Lautenschlager           | Mercedes 18/100 GP  | Lyon              | Výsledky  |
| 1913        | Georges Boillot                    | Peugeot L76         | Amiens            | Výsledky  |
| 1912        | Georges Boillot                    | Peugeot L76         | Dieppe            | Výsledky  |
| 1911 - 1909 | Nejelo se                          | Nejelo se           | Nejelo se         | Nejelo se |
| 1908        | Christian Lautenschlager           | Mercedes 18/100 GP  | Dieppe            | Výsledky  |
| 1907        | Felice Nazzaro                     | Fiat 130 HP         | Dieppe            | Výsledky  |
| 1906        | Ferenc Szisz                       | Renault AK 90CV     | Le Mans           | Výsledky  |